# Halolaelaps marinus
Halolaelaps marinus is een mijtensoort uit de familie van de Halolaelapidae. De wetenschappelijke naam van de soort is voor het eerst geldig gepubliceerd in 1875 door Brady.